# Air Bishkek
Air Bishkek – zlikwidowane kirgiskie linie lotnicze z siedzibą w Biszkeku, głównym portem lotniczym był port lotniczy Biszkek. 
W latach 2004–2006 operowały pod nazwą Eastok Avia, natomiast w latach 2006-2011 jako Kyrgyz Airways.  
Linie posiadały w swojej flocie 2 samoloty Airbus A320-200 i 1 samolot Boeing 737-300.   

## Kierunki lotów
- Chiny
  - Port lotniczy Ürümqi-Diwopu
- Kirgistan
  - Port lotniczy Biszkek
  - Port lotniczy Osz
- Rosja
  - Port lotniczy Irkuck
  - Port lotniczy Moskwa-Domodiedowo
  - Port lotniczy Surgut